# Lijst van eponiemen
Dit is een lijst van eponiemen: dingen, begrippen, soortnamen, werkwoorden die naar een persoon zijn vernoemd.
In deze lijst staat eerst de naam en omschrijving van de persoon, dan het eponiem.

## A
- Niels Henrik Abel, Noors wiskundige – abelse groep, stelling van Abel, stelling van Abel-Ruffini, Abelprijs
- Acantha, Grieks mythologisch figuur – het plantengeslacht Acanthus
- Achilles, Grieks mythologische figuur – achillespees, achilleshiel
- Adam, Bijbelfiguur – adamsappel, adamskostuum, adamieten, Adam-en-Eva-syndroom, overdreven schuldcomplexen hebben
- Thomas Addison, Brits arts – ziekte van Addison
- Koningin Adelheid van Saksen-Meiningen, echtgenote van Brits koning Willem IV – Adelaide (Australië)
- Adonis, Grieks mythologisch figuur – adonis, knappe jongeman
- Ajax, Grieks mythologisch figuur – Ajax (voetbalclub)
- Akademos, Grieks mythologisch figuur – academie
- Al-Chwarizmi, Perzisch wiskundige – algoritme
- Semion Alapin, Litouws schaakgrootmeester – alapingambiet
- Adolf Albin, Roemeens schaakgrootmeester – albintegengambiet
- Albert van Saksen-Coburg en Gotha, Brits prins, partner van Victoria van het Verenigd Koninkrijk – Royal Albert Hall, Albert Bridge in Londen, Victoria and Albert Museum, Albertmeer, Prins Albert-piercing
- Aleksandr Aljechin, Russisch schaakgrootmeester – schaakopening aljechin
- Alexander de Grote, Macedonisch-Grieks veldheer – alexandrijn, Alexandrië,  İskenderun, Kandahar
- Thomas Allinson, Brits arts – allinsonvolkorenbrood
- Alois Alzheimer, Duits psychiater – ziekte van Alzheimer
- Amor, Romeinse god – amoureus, het Franse woord amour en het Italiaanse amore voor liefde
- André-Marie Ampère, Frans natuur- en wiskundige – ampère, wet van Ampère
- Roald Amundsen, Noors ontdekkingsreiziger – Amundsenzee
- Andreas, apostel van Jezus Christus – andreaskruis, Schotse plaats St Andrews, San Andreasbreuk, Orde van Sint-Andreas
- Andromeda, Grieks mythologisch figuur – Andromedanevel, geslacht andromeda
- Anders Jonas Ångström, Zweedse natuurkundige – ångström (eenheid)
- Anna van Groot-Brittannië, Brits koningin – Annapolis
- Virginia Apgar, Amerikaans chirurg en anesthesioloog – apgarscore
- Apollonius van Perga, Grieks astronoom en wiskundige – cirkel van Apollonius, Stelling van Apollonius, Apolloniaans net, raakprobleem van Apollonius
- Aphrodite, Grieks mythologisch figuur – afrodisiacum
- Archimedes, Grieks wiskundige en wetenschapper – archimedisch lichaam, archimedische eigenschap, archimedische cirkel, schroef van Archimedes, principe van Archimedes, archimedes-spiraal, archimedeskracht, archimedespalimpsest, axioma van Archimedes, tweelingcirkels van Archimedes, wet van Archimedes
- Argus Panoptes, Grieks mythologisch figuur – argusogen, argusfazant, argusvis, argusvlinder
- Ariadne, Grieks mythologisch figuur – planetoïde Ariadne, inslagkrater Ariadne
- Aristoteles, Grieks filosoof en wetenschapper – aristotelisme
- Jacobus Arminius, Nederlands predikant – arminianisme
- Asklepios, Grieks mythologisch figuur – asclepiusstaf of esculaap
- Hans Asperger, Oostenrijks arts en psycholoog – syndroom van Asperger
- Pallas Athena, Griekse godin – Athene
- Atlas, Grieks mythologische figuur – atlas (wervel), atlas (naslagwerk)
- Keizer Augustus – maand augustus

## B
- Báb, Perzisch religieus leider – bábisme
- Lauren Bacall, Amerikaans actrice – syndroom van Bogart-Bacall
- Bacchus, Romeinse god – bacchanaal
- Edward Bach, Brits patholoog – bach-bloesemtherapie
- Leo Baekeland, Vlaams natuurwetenschapper – bakeliet
- William Baffin, Brits ontdekkingsreiziger – Baffinbaai, Baffineiland
- Donald Bailey, Brits ingenieur – baileybrug, brugtype
- René Baire, Frans wiskundige en politicus – categoriestelling van Baire, Baire-functie, Baire-maat, Baire-verzameling, Baire-ruimte, Eigenschap van Baire
- Jan Peter Balkenende, Nederlands premier – de balkenendenorm, een maat voor topsalarissen
- Joseph Banks, Brits botanicus – Banksia, Bankseiland
- Baphomet, demon aanbeden door de Orde der Tempeliers – zegel van Baphomet
- Barbara, dochter van Ruth Handler, uitvinder van de – barbiepop
- Willem Barentsz, Nederlands ontdekkingsreiziger – Barentszzee
- Heinrich Barkhausen, Duits fysicus – barkhauseneffect
- Peter Barlow, Brits wiskundige en fysicus – wiel van Barlow
- Murray Barr, Canadees arts – lichaampje van Barr
- Jean Alexander Barré, Frans arts – syndroom van Guillain-Barré
- Caspar Bartholin de Jongere, Deens anatoom – klier van Bartholin
- Béla Bartók, Hongaars componist – het bartókpizzicato
- Basarab I, koning van Walachije – Bessarabië
- George Bass, Brits ontdekkingsreiziger – Straat Bass
- Cornelis Bavelaar de Oude en de Jonge, timmermannen en beeldsnijders – Bavelaartjes
- Émile Baudot, Frans telegraaf-ingenieur – Baudotcode, baud (eenheid)
- The Beatles, Britse popgroep – beatlehaar, Beatle boots
- Francis Beaufort, Frans kapitein – schaal van Beaufort, Beaufortzee
- Louis de Béchamel, een hoveling van Lodewijk XIV – bechamelsaus
- Alison Bechdel, Amerikaans tekenaar – bechdeltest
- John Bruce Beckwith, Amerikaans arts – syndroom van Beckwith-Wiedemann
- Antoine Henri Becquerel, Frans natuurkundige – becquerel, de eenheid van radioactiviteit
- Alexander Graham Bell, Schots uitvinder – decibel
- Fabian Gottlieb von Bellingshausen, Duits ontdekkingsreiziger – Bellingshausenzee
- Benedick, Brits toneelfiguur uit Shakespeares Much Ado About Nothing – Een "benedick" is een Engelse term voor iemand die lang vrijgezel was en dan plots huwt.
- Benedictus van Nursia, Italiaans priester – benedictijnen
- Benjamin, Bijbels figuur – een benjamin (jongste kind in de familie)
- Carl Benz, Duits ondernemer – Mercedes-Benz
- Julien Bergé, Belgisch wetenschapper/industrieel – Bergéstadion
- Vitus Bering, Deens ontdekkingsreiziger – Beringstraat, Beringzee
- Juan de Bermúdez, Spaans ontdekkingsreiziger – Bermuda
- Bertha Krupp, kleindochter van Alfred Krupp – Dikke Bertha, kanon
- Familie Van der Beurze, 16e-eeuwse koopmansfamilie in Brugge –  beurshandel
- Marcel Bich, Frans-Italiaans ondernemer – in het Frans en het Vlaams dialect wordt het woord "bic" weleens gebruikt om een balpen te omschrijven
- Denise Biellmann, Zwitsers kunstrijdster – Biellmann-Pirouette
- Bintje Jansma, leerlinge van Meester De Vries – bintje (aardappel)
- Otto von Bismarck, Duits generaal en premier – Bismarckzee, Bismarck-archipel, Bismarck (North Dakota)
- Amelia Bloomer, Amerikaans activiste – bloomer (broek/jurk)
- Herman Boerhaave, Nederlands arts – syndroom van Boerhaave
- Niels Bohr, Deens fysicus – bohrium, bohr-effect, Bohrmodel
- Humphrey Bogart, Amerikaans acteur – syndroom van Bogart-Bacall
- Simon Bolivar, Boliviaans generaal en politicus – Bolivia, Ciudad Bolívar, Venezolaanse bolivar (munteenheid)
- Ludwig Boltzmann, Duits wiskundige – boltzmannconstante
- Napoleon Bonaparte, Frans generaal en keizer – Napoleontische tijd, napoleoncomplex, Code Napoléon, Bonapartedok, Bonapartesluis, bonapartisme
- Giuseppe Borsalino, Italiaans hoedenmaker – borsalino, herenhoed
- Satyendra Nath Bose, Indisch natuurkundige – boson
- Thomas Bowdler, Brits uitgever – het Engelse werkwoord "to bowdlerize" (aanstootgevende zaken censureren)
- Jim Bowie, Amerikaans uitvinder – bowiemes
- William Bowman, Brits arts – kapsel van Bowman, klieren van Bowman, membraan van Bowman
- Charles Cunningham Boycott, Iers politicus – boycot
- Brahma, hindoeïstische godheid – brahmanisme
- Louis Braille, Frans uitvinder – brailleschrift
- Josias Braun-Blanquet, Zwitsers botanicus - Braun-Blanquet-methode
- Brave hendrik, Nederlands literair personage – een brave hendrik, brave hendrik (plant)
- Pierre Savorgnan de Brazza, Italiaans ontdekkingsreiziger – brazzameerkat, Brazzaville
- Leonid Brezjnev, Russisch staatshoofd – brezjnevdoctrine
- Richard Bright, Brits arts – ziekte van Bright
- Pieter Bruegel de Oude, Zuid-Nederlands/Vlaams schilder – breugeliaans landschap, breugeliaans festijn, breugeliaanse kledij
- Robert Brown, Brits botanicus – Brownse beweging
- John Browning, Amerikaans ondernemer- de browningrevolver
- Johannes Brugman, Nederlands priester – praten als Brugman (een krachtige, overtuigende redevoering houden)
- David Dunbar Buick, Amerikaans ondernemer – Buick
- Buisman BV, Nederlands ondernemer – buisman, gebrande suiker voor in de koffie
- Robert Wilhelm Bunsen, Duits chemicus – bunsenbrander
- Ambrose Burnside, Amerikaans generaal – het Engelse woord sideburns (bakkebaarden)
- George W. Bush, Amerikaans president – bushdoctrine, bushism

## C
- Gaius Julius Caesar, Romeins veldheer en politicus – maand juli, titels keizer en tsaar, de juliaanse kalender en keizersnede
- Calimero, Italiaans strip- en tekenfilmfiguur – calimerocomplex, calimerogevoel
- Johannes Calvijn, Frans reformator – calvinisme
- Georg Cantor, Deens wiskundige – cantorverzameling, cantor-ruimte, diagonaalbewijs van Cantor, Cantors eerste overaftelbaarheidsbewijs
- Theodore Edward Cantor, Deens bioloog – Cantors reuzenweekschildpad
- Girolamo Cardano, Italiaans wetenschapper – cardanaandrijving, cardanaandrijving
- Vittore Carpaccio, Italiaans schilder – carpaccio
- Gian Giacomo Girolamo Casanova, Italiaans schrijver en avonturier – casanova, vrouwenversierder
- Cassandra, Grieks mythologisch figuur – cassandrasyndroom
- Giovanni Domenico Cassini, Italiaans astronoom – cassinischeiding
- Catharina I, Russisch keizerin – Jekaterinenburg
- Augustin Louis Cauchy, Frans wiskundige – Cauchyrij, integraalformule van Cauchy, probleem van Cauchy, Cauchy-verdeling, Cauchy-Riemann-differentiaalvergelijkingen
- Anders Celsius, Zweeds astronoom – celsius
- Chaos, Griekse mythologische figuur – chaos
- Jean-Antoine Chaptal, Frans scheikundige en staatsman – chaptaliseren
- Koningin Charlotte van Mecklenburg-Strelitz, echtgenote van Brits koning George III – Charlotte (North Carolina)
- Joseph-Frédéric-Benoît Charrière, Frans instrumentmaker – charrière (eenheid)
- Michel Chasles, Frans wiskundige – gelijkheid van Chasles-Möbius
- François-René, burggraaf van Chateaubriand – chateaubriand, ossenhaasbiefstuk
- Nicolas Chauvin, Frans militair – chauvinisme
- Alejandro Moisés Chédiak, Cubaans arts – syndroom van Chédiak-Higashi
- Louis Chevrolet, Amerikaans ondernemer – Chevrolet
- Chimaera, Grieks mythologisch wezen – chimaera (biologie)
- Ernst Chladni, Duits fysicus – Chladni-patronen
- Jezus Christus, – christendom, het woord Kerstmis, niet het feest zelf, dat al eeuwen eerder werd gevierd, jezuïeten
- Walter Chrysler, Amerikaans ondernemer – Chrysler, Chrysler Building
- André Citroën, Frans ondernemer – Citroën
- Koningin Claude van Frankrijk, echtgenote van koning Frans I – reine-claude, zoete, sappige, groengele pruim
- Gaëtan Gatian de Clérambault, Frans psycholoog – syndroom van Clérambault-Kandinski
- Jean-Baptiste Colbert, Frans politicus – het colbert, jasje
- Christoffel Columbus, ontdekkingseriziger - Colombia, District of Columbia, veel steden in de VS
- Confucius, Chinees filosoof – confucianisme
- Jerome W. Conn, Amerikaans arts – syndroom van Conn
- Constantijn de Grote, Romeins keizer – Constantinopel, tegenwoordig Istanboel
- James Cook, Brits ontdekkingsreiziger – Cookeilanden, Mount Cook, Straat Cook
- Nicolaas Copernicus, Pools astronoom – copernicium, Copernicaanse revolutie, Copernicushervorming
- Gustave-Gaspard Coriolis, Frans wiskundige – het corioliseffect, de corioliskracht
- Charles-Augustin de Coulomb, Frans fysicus – wet van Coulomb, elektrische veldconstante of constante van Coulomb, de eenheid coulomb
- William Cowper, Brits arts – Cowperse klier
- Hans Gerhard Creutzfeldt, Duits neuroloog – ziekte van Creutzfeldt-Jakob
- Burrill Crohn, Amerikaans arts – ziekte van Crohn
- Johan Cruijff, Nederlands voetballer – cruijffiaans
- Marie en Pierre Curie, Pools-Franse schei- en natuurkundigen – de eenheid curie, het scheikundig element curium, Curie-instituut, Maria Skłodowska-Curiebrug
- Harvey Cushing, Amerikaans arts – syndroom van Cushing
- Cyrillus, Grieks heilige – Cyrillisch schrift

## D
- Daedalus, Grieks mythologisch figuur – het Franse woord dédale (labyrint)
- Louis Daguerre, Frans fotograaf – daguerreotypie
- Anders Dahl, Zweeds botanicus – dahlia
- John Dalton, Brits chemicus – dalton (eenheid), daltonisme
- Damocles, Grieks dienaar – het zwaard van Damocles
- De Danaïden, Grieks mythologische figuren – de uitdrukking "het vat der Danaïden vullen" (zware en zinloze arbeid verrichten)
- Daphne, Grieks mythologisch figuur – het plantengeslacht Daphne
- Charles Darwin, Brits bioloog – darwinisme, darwinvis, Darwins nandoe, darwinvinken, Darwin (Australië)
- Adi Dassler, Duits ondernemer – stichter van Adidas
- Koning David, joods koning – de davidsster
- John Davis, Engels ontdekkingsreiziger – Straat Davis
- Humphry Davy, Brits chemicus – davylamp
- Peter Debye, Nederlands-Amerikaans fysisch chemicus – Debye-afscherming, Debye-Scherrermethode, Debye-Scherrercamera, debye (eenheid)
- Richard Dedekind, Duits wiskundige – dedekindsnede, dedekind-domein, dedekind-oneindige verzameling, dedekind-ring, dedekind-som, dedekind-zèta-functie, axioma van Cantor-Dedekind, dedekind-η-functie
- Willem Jan van Dedem, Nederlands ondernemer – Dedemsvaart
- Arnaud Denjoy, Frans wiskundige – stelling van Denjoy
- René Descartes, Frans filosoof en wiskundige – cartesisch coördinatenstelsel
- Jean Descemet, Frans arts – membraan van Descemet
- Rudolf Diesel, Duits uitvinder – dieselbrandstof, dieselmotor
- Charles Dickens, Brits schrijver – dickensiaans
- Diogenes van Sinope, Grieks filosoof – syndroom van Diogenes
- Diogenes Euergetes, Atheens militair – diogeneion
- Paul Dirac, Brits natuurkundige – diracdelta, dirac-vergelijking, constante van Dirac, Fermi-Diracstatistiek, diraczee
- Johann Dirichlet, Duits wiskundige – stelling van Dirichlet, dirichlet-karakter, dirichletfunctie, dirichlet-L-functie
- Walt Disney – Amerikaans (teken)filmregisseur en producent – Disneyproduct, Disneyficatie
- Karl Gottfried Paul Döhle, Duits arts – lichaampje van Döhle
- Dombo, Amerikaans tekenfilmfiguur – dumbo-oren
- Don Quichot, Spaans literair figuur – een donquichot
- Don Juan, Spaans literair figuur, bedacht door Tirso de Molina – een donjuan (vrouwenversierder)
- Christian Doppler, Oostenrijks wis- en natuurkundige – het dopplereffect
- Charles T. Dotter, Amerikaans radioloog – dotteren
- Charles Dow, Amerikaans ondernemer-journalist – Dow Jones Industrial Average, Dow Theory
- John Langdon Down, Brits arts – syndroom van Down
- Draco, Grieks wetgever – draconische maatregelen (erg strenge maatregelen)
- Willem Drees, Nederlands politicus – van Drees trekken (een AOW-uitkering genieten), dreestrekker
- Donald Duck, Amerikaans tekenfilmfiguur – Donald Duckstem
- Guillaume Dupuytren, Frans arts – contractuur van Dupuytren

## E
- Echo, nimf uit de Griekse mythologie, die als straf haar stem verloor en enkel de laatste woorden van anderen kon herhalen – echo
- Thomas Alva Edison, Amerikaans uitvinder – edison-schroefdraad, edison-effect
- Gustave Eiffel, Frans architect – Eiffeltoren
- Egeria, Romeins mythologisch figuur – het Franse woord égerie (muze, in de betekenis van "creatieve inspiratiebron")
- Albert Einstein, Duits wetenschapper – einsteinium, einstein-tensor, einstein-vergelijking, einstein (eenheid)
- Dwight Eisenhower, Amerikaans generaal en president – eisenhowerdoctrine
- Elektra, Grieks mythologisch figuur – elektracomplex
- Elizabeth I, Engels koningin – elizabethaans theater
- Heinz Ellenberg, Duits botanicus - ellenberggetal
- Sint Elmo, Kroatisch heilige – sint-elmsvuur
- Árpád Élő, Hongaars schaker, die een meetsysteem bedacht om de sterkte van schakers te meten: elo-rating
- Elsevier, 17e-eeuwse familie van boekverkopers, drukkers en uitgevers – elzevier, uitgave, voortbrengsel van de drukpers van de Elseviers of Elzeviers, (bepaald) lettertype
- Karl Engler, Duits chemicus – Engler (eenheid)
- Epicurus, Grieks filosoof – epicurisme
- Eratosthenes, Grieks geleerde – zeef van Eratosthenes
- Agner Krarup Erlang, Deens wiskundige – erlang (eenheid), erlang-verdeling, Erlang (programmeertaal), Erlangs B-formule
- Emil Erlenmeyer, Duits chemicus – erlenmeyer
- Eros, Grieks mythologisch figuur – erotiek, erotomanie, erotofobie, erotiseren
- Doktoro Esperanto was het pseudoniem waaronder Ludwik Lejzer Zamenhof de kunsttaal Esperanto publiceerde
- Genaro Estrada, Mexicaans politicus, journalist en diplomaat – estradadoctrine
- Euclides van Alexandrië, Grieks wiskundige – euclidische meetkunde, postulaten van Euclides
- Euhemerus, Grieks mythograaf – euhemerisme, het samenstellen van mythen uit andere verhalen
- Leonhard Euler, Zwitsers wiskundige en fysicus – stelling van Euler, formule van Euler, formule van Euler-Maclaurin, getal van Euler, eulerknik, eulerschijf, hoeken van Euler, rechte van Euler, stromingsvergelijkingen van Euler, driehoeksformule van Euler
- Europa, Grieks mythologisch figuur – het werelddeel Europa
- Bartholomeus Eustachius, Italiaans anatoom – buis van Eustachius
- Eva, Bijbels figuur – Adam-en-Eva-syndroom (overdreven schuldcomplexen hebben)
- George Everest, Welsh geograaf – Mount Everest
- Edward John Eyre, Engels ontdekkingsreiziger – Eyremeer

## F
- Gabriel Fahrenheit, Duits fysicus – fahrenheit
- Michael Faraday, Brits natuur- en scheikundige – farad (eenheid), faradayconstante, inductiewet van Faraday, elektrolysewet van Faraday, kooi van Faraday
- Fauna (godin), Romeinse mythologische figuur – fauna
- Februus, Etruskisch/Romeins mythologisch figuur – februari
- Federico Fellini, Italiaans filmregisseur – fellinesk, felliniaans
- Pierre de Fermat – laatste stelling van Fermat, kleine stelling van Fermat
- Enrico Fermi, Italiaans natuurkundige – fermium, Fermi's gulden regel, Fermion, Fermilab, Fermi-Diracstatistiek, Fermi-niveau, Fermiparadox
- Sebastian Ziani de Ferranti, Brits elektrotechnicus – ferranti-effect
- Enzo Ferrari, Italiaans ondernemer – Ferrari
- Anton Flettner, Duits luchtvaartingenieur, uitvinder – Flettnerventilator, Flettnerschip
- Caspar Flick, Nederlands ondernemer – flik, chocoladekoekje
- Matthew Flinders, Brits ontdekkingsreiziger – Flindersbaai, Flinderseiland, Flinders Street Station (een spoorwegstation in Melbourne)
- Flora (godin), Romeinse mythologische figuur – flora, floriade, het Franse woord fleur, het Engelse flower, het Spaanse en Portugese flor en het Italiaanse fiore (bloem)
- Vladimir Fock, Russisch fysicus – Hartree-Fock-methode, fockruimte
- Henry Ford, Amerikaans ondernemer – Ford
- Bertram Forer, Amerikaans psycholoog – forer-effect
- Fortuna (godheid), Romeinse mythologische figuur – fortuin
- Dick Fosbury, Amerikaans atleet – fosburyflop
- Franciscus van Assisi, Italiaans priester – franciscanen, San Francisco (zijn naam in het Spaans)
- Frans Jozef I, Oostenrijks keizer – Frans Jozefland
- William Russell Frisby, eigenaar van een pizza-firma –  frisbee, toepassing voor de lege kartonnen dozen
- Sigmund Freud, Oostenrijks psycholoog – freudiaanse verspreking, freudiaanse psychologie
- Freya, Noors godin – vrijdag
- Friedrich Wilhelm August Fröbel, Duits pedagoog – fröbelen, vrijblijvend creatief bezig zijn (knutselen).
- Leonhart Fuchs, Duits botanicus – Fuchsia (plant en daarvan later ook kleur)

## G
- Gaget, Frans ondernemer – Gaget, Gauthier & Cie, gadget
- Galileo Galilei, Italiaans wetenschapper – Gal (eenheid), Galileïsche manen, Galileo (ruimtesonde), Galileo (navigatiesysteem), getal van Galilei, Galileithermometer, Galileitransformatie, Galileo (computersysteem)
- Rory Gallagher, Iers popmuzikant – Gallagher-bloes, 'houthakkers-overhemd' met ruitjesmotief
- Luigi Galvani, Italiaans uitvinder en fysicus – galvanisatie, de galvanische cel, de galvanometer.
- Giuseppe Garibaldi, Italiaans vrijheidsstrijder – garibaldi, stijve, meestal zwarte herenhoed met ronde bol
- Gargantua, Frans romanfiguur – De prehistorische vogelsoort gargantuavis, gargantuesk (overdadig eten en drinken)
- Carel Coenraad Geertsema, Nederlands liberaal politicus – Carel Coenraadpolder of kortweg: CC-polder, in de provincie Groningen
- Hans Geiger, Duits fysicus – geigerteller
- Genius, persoonlijke beschermgeest volgens de Romeinse religie – genie, genialiteit
- George II, Brits koning – Georgia (staat)
- George III, Brits koning – Georgetown (Guyana)
- George VI, Brits koning – George Cross
- Georgius, heilige – Georgië, het kruis van Sint-Joris, de steden Saint George's in Grenada en Saint George in Bermuda (zijn naam in het Engels), Orde van Sint-George, Orde van Sint-Michaël en Sint-George
- De Giganten, Grieks mythologische figuren – gigant, gigantisch
- William Gilbert, Engels natuurkundige – gilbert (eenheid)
- King Camp Gillette, Amerikaans ondernemer – Gillette
- Gobelin, Frans wolverver – gobelin
- Kurt Gödel, Oostenrijks-Amerikaans logicus – onvolledigheidsstelling van Gödel
- Mike Godwin, Amerikaans schrijver – wet van Godwin
- Lamme Goedzak, Vlaams/Belgisch literair figuur, bedacht door Charles De Coster – Een lamme goedzak (een loebas)
- Marcel J.E. Golay, Zwitsers wis- en natuurkundige – Golay-code, Savitzky-Golayfilter
- Goliat(h), Bijbelse figuur – goliathkikker, goliathvogelspin, goliathspitsmuis
- Franciscus Gomarus, Nederlands theoloog – gomaristen
- Gordias, Griekse mythologische koning – gordiaanse knoop
- De Gorgonen, Griekse mythologische figuren – gorgonopsia, gorgonacea, gorgoneion
- Louis Harold Gray, Brits-Amerikaanse natuurkundige – gray (eenheid)
- Jan van de Griendt, Nederlands ondernemer – Griendtsveen
- Helena van de Griendt-Panis – Helenaveen
- Paus Gregorius I – gregoriaanse muziek
- Paus Gregorius XIII – gregoriaanse kalender
- De Gebroeders Grimm, Duitse schrijvers en etnologen – grimmificatie
- Dr. Joseph-Ignace Guillotin, Frans uitvinder – guillotine
- Robert John Lechmere Guppy, Brits bioloog – guppy, gup

## H
- Jacques Hadamard, Frans wiskundige – Hadamardmatrix
- Hadrianus, Romeins keizer – Muur van Hadrianus, de stad Adrianopel, tegenwoordig Edirne
- Edwin Hall, Amerikaans fysicus – halleffect
- Edmond Halley, Brits astronoom – komeet van Halley
- Richard Hamming, Amerikaans wiskundige – Hamming-code, Hammingafstand, Hamming-venster
- Laurens Hammond, Amerikaans uitvinder – Hammondorgel, Hammondklok
- Armauer Hansen, Noors arts – ziekte van Hansen
- Joseph Hansom, Brits architect – Hansom cab, een tweewielig koetsje van de 19e eeuw
- Harmonia, Grieks mythologisch figuur – harmonie, trek- en mondharmonica, harmonium
- Douglas Hartree, Brits fysicus/wiskundige – Hartree-Fock-methode, hartree (eenheid)
- Hakaru Hashimoto, Japans arts – ziekte van Hashimoto
- Walter Hallstein, Duits politicus en diplomaat – hallsteindoctrine
- Pierre Harmel, Belgisch politicus – harmeldoctrine
- Arthur Hill Hassall, Brits arts – Lichaampjes van Hassall
- Hassan-i Sabbah, Perzisch missionaris – Assassijnen, het Engelse en Franse woord assassin (moordenaar), assassination, assassinat (moord)
- Kenau Simonsdochter Hasselaer, Nederlandse vrouw die tijdens het Beleg van Haarlem meevocht met de belegerden – het woord "kenau" wordt in het Nederlands weleens gebruikt om een potige of kranige vrouw aan te duiden.
- Victor Hasselblad, Zweeds ondernemer – Hasselblad
- Stephen Hawking, Brits fysicus – hawkingstraling
- Henry Heimlich, Amerikaans arts – heimlichmanoeuvre
- Werner Heisenberg, Duits natuurkundige – onzekerheidsrelatie van Heisenberg
- Friedrich Gustav Jakob Henle, Duits arts – lus van Henle
- Joseph Henry, Amerikaans wetenschapper – henry (eenheid)
- William Henry, Brits chemicus – wet van Henry
- Ralph Henstock, Brits wiskundige – Henstock-Kurzweil-integraal
- Hercules, Grieks-Romeins mythologisch figuur – herculesarbeid
- Hermaphroditus, Grieks mythologisch figuur – hermafrodiet
- Hermes Trismegistus, Grieks mythologisch figuur – hermetisme, hermetica, hermetisch gesloten
- Heros (mythologie), Grieks mythologisch figuur – heroïek, heroïsch vers, in meerdere Europese talen betekent het woord "hero" "held".
- Heinrich Rudolf Hertz, Duits fysicus – hertz (eenheid)
- Ejnar Hertzsprung, Deens astronoom – Hertzsprung-Russelldiagram
- Otokata Higashi, Japans arts – Chédiak-Higashi-syndroom
- David Hilbert, Duits wiskundige – hilbertruimte, Hilberts axiomasysteem van de euclidische meetkunde, hilbert-kromme, hilbert-matrix
- Paul von Hindenburg, Duits militair en politicus – Hindenburglinie, Hindenburgdamm, Hindenburg (Zeppelin), Hindenburgbrücke, Hindenburgster, Hindenburgschleuse
- Hippocrates, Grieks arts – eed van Hippocrates
- Friedrich Hirzebruch, Duits wiskundige – stelling van Hirzebruch-Riemann-Roch
- Adolf Hitler, Oostenrijks-Duits dictator – Hitlerjugend, Hitlergroet, hitlerkever, hitlersnorretje
- Thomas Hodgkin, Brits arts – ziekte van Hodgkin
- Sherlock Holmes, Brits literair personage – Een "sherlock" (een Engels synoniem voor een iemand die een intelligente deductie maakt, vaak in sarcastische context gebruikt)
- Norman Holter, Amerikaans biofysicus – Holter-ecg
- Homerus, Grieks dichter – homerische vergelijking, homerische kwestie
- Soichiro Honda, Japans ondernemer – Honda
- Robin Hood, Brits folklorefiguur – Robin Hood-effect, Robin Hood-index, Robin Hood-figuur
- P.C. Hooft, Nederlands schrijver – P.C. Hooft-prijs
- Robert Hooke, Brits astronoom – wet van Hooke
- Patrick Hooligan, Ier die met zijn familie Londen op het einde van de 19e eeuw onveilig maakte – hooligan
- baron Hendrik Hop, Nederlands ondernemer – Haags hopje, bonbon met koffiesmaak
- Horus, Egyptisch mythologisch figuur – Oog van Horus
- Sam Houston, gouverneur van Texas – Houston
- Henry Hudson, Brits ontdekkingsreiziger – Hudsonbaai, Hudson (rivier), Straat Hudson
- Alexander von Humboldt, Duits bioloog en ontdekkingsreiziger – Humboldtstroom, Humboldtbaai, humboldtpinguïn, humboldt-skunk
- Maria Innocentia Hummel, Duits non en kunstenares – hummelbeeldjes
- Adolf Hurwitz, Duits wiskundige – stelling van Hurwitz, formule van Riemann-Hurwitz, hurwitz-matrix
- Jan Hus, Tsjechisch priester – hussieten
- Hyakinthos, Grieks mythologisch figuur – hyacint
- Hypnos, Grieks mythologisch figuur – hypnose

## I
- Icarus, Grieks mythologisch figuur – icarusblauwtje
- Iris, Grieks mythologisch figuur – iris, regenboogvlies in het oog
- Judas Iskariot, apostel die Jezus Christus verraadde – De plantensoorten judaspenning, judasoor, judasbeurs en judasboom. De woorden "judaskus", "judasgroet", "judasloon" en "judaszoon". De scheldnaam "judas" wordt in veel talen gebruikt om een verrader aan te duiden. Het woord "judassen" is een synoniem voor iemand plagen of treiteren.
- Izebel, ook Jezebel, Bijbelse figuur, vrouw van koning Achaz (1 Kon 16:31), betiteling voor twistzieke en tweedracht zaaiende vrouwen.

## J
- Roy Jacuzzi en/of Candido Jacuzzi, Amerikaans ondernemer – jacuzzi (bad)
- Jacoba van Beieren, Nederlands edelvrouw – jakobakannetje
- Jacobus II, Brits koning – jakobitisme
- Andrew Jackson, Amerikaans generaal en president – Jackson (Mississippi), Jacksonville
- Joseph-Marie Jacquard, Frans uitvinder – jacquardgetouw, jacquardmechanisme
- Jakob, ook wel "Israël" genoemd, Bijbels figuur – de staat Israël, Israëliet, jakobsladder
- Alfons Maria Jakob, Duits neuroloog – ziekte van Creutzfeldt-Jakob
- Jakobus de Meerdere, apostel van Jezus Christus – sint-jakobsschelp, sint-jacobsvlinder, de steden Santiago de Compostella in Spanje, Santiago in Chili en San Diego in de Verenigde Staten (zijn naam in het Spaans)
- Thomas James, Brits ontdekkingsreiziger – Jamesbaai
- Jan van Leiden, Nederlands prediker – de uitdrukking "zich ergens met een jantje-van-leiden van afmaken" (niet zijn best doen).
- Cornelius Jansenius (bisschop van Ieper), Zuid-Nederlands priester – jansenisme, jansenistisch kruis
- Karl Jansky, Amerikaans fysicus – De maat jansky
- Janus, Romeins mythologisch figuur met twee gezichten – januari, Jantje lacht en Jantje huilt
- Thomas Jefferson, Amerikaans president – Jefferson City
- Jean Potage, grappenmaker, in het Duits vertaald als Hans Suppe - en vandaar hansop, naar het kledingstuk van de clown
- Jehova, composietnaam (samengesteld uit het tetragrammaton יהוה = Lat. YHWH oftewel "vier letters", buiten de Joodse traditie met klinkers aangevuld als Godsnaam gebezigd) – Jehova's getuigen
- Dr. Jekyll & Mr. Hyde, Britse romanfiguren – Een 'Dr. Jekyll en Mr. Hyde-persoonlijkheid' wordt vandaag de dag regelmatig gebruikt om iemand met een gespleten persoonlijkheid te omschrijven.
- Jerom, Belgisch stripfiguur – In Vlaanderen wordt het woord "Jerommeke" vaak in pejoratieve betekenis gebruikt om een dommekracht of onderdeurtje te omschrijven.
- Jommeke, Belgisch stripfiguur – Een "jommekeskapsel" is een bloempotkapsel met sluik haar.
- Edward Davis Jones, Amerikaans statisticus – Dow Jones Industrial Average
- James Prescott Joule, Brits fysicus – De joule, wet van Joule
- Jumbo, 19de-eeuwse circusolifant – het woord "jumbo" wordt nog steeds gebruikt om iets groots te omschrijven
- Juno, Romeins mythologisch figuur – juni
- Hendrik Jut Nederlands moordenaar – de kop van Jut

## K
- Franz Kafka, Tsjecho-Slowaaks schrijver – kafkaiaans, kafkaësk, duidend op een bepaalde sfeer (beklemmend, bureaucratisch)
- Michail Kalasjnikov, Russisch uitvinder – een kalasjnikov
- Ingvar Kamprad, Zweeds ondernemer – IKEA (de eerste twee letters zijn zijn initialen)
- Viktor Kandinski, Russisch arts – syndroom van Clérambault-Kandinski
- Shri Dattathreya Ramachandra Kaprekar, Indiaas wiskundige – constante van Kaprekar, Kaprekargetal
- Karel II, Spaans koning - Charleroi
- Karl III Willem, markgraaf van Baden-Durlach – Karlsruhe
- William Thomson, alias Lord Kelvin, Brits natuurkundige – kelvin, temperatuurschaal
- Johannes Kepler, Duits astronoom – wetten van Kepler, vergelijking van Kepler, vermoeden van Kepler, driehoek van Kepler
- John Maynard Keynes, Brits econoom – keynesiaanse economie
- Israël David Kiek, Nederlands fotograaf – kiekje als naam voor foto
- Félix Kir, Frans kanunnik, burgemeester van Dijon – kir, cassis met droge witte wijn
- Horatio Kitchener, Brits generaal – Kitchener (Canada)
- Jan Klaassen (pop), Nederlandse poppenkastpop – een janklaassen, houten klaas (een houterig, oncharismatisch persoon)
- Felix Klein, Duits wiskundige – fles van Klein, viergroep van Klein
- Yves Klein, Frans schilder – International Klein Blue
- Dietrich Knickerbocker, personage uit Washington Irvings boek The History of New York – knickerbocker
- Robert Koch, Duits arts – Kochs postulaten
- Zoltán Kodály, Hongaars componist – kodály-methode
- Wim Kok, Nederlands eerste minister – het kwartje van Kok
- Hessel Kooi, Nederlands uitvinder – de kooiaap of meeneemheftruck
- Sergej Korsakov, Russisch neuropsychiater – syndroom van Korsakov
- Werner Krueger, Duits ingenieur – kruegerflap
- Kuifje, Belgisch stripfiguur – een kuifje is het prototype van een jonge avonturier
- Gerard Kuiper, Nederlands astronoom – Kuipergordel
- August Kundt, Duits fysicus – proef van Kundt
- Jaroslav Kurzweil, Tsjechisch wiskundige – Henstock-Kurzweil-integraal

## L
- Laban, Bijbelse figuur, Vee van Laban, (vgl. Gen. 30:32) dubieus volk
- Rudolf von Laban, Oostenrijks-Hongaars choreograaf – Labannotatie
- Joseph-Louis Lagrange, Italiaans wiskundige en astronoom – lagrange-polynoom, lagrange-multiplicator, lagrangiaan, stelling van Lagrange, vier-kwadratenstelling van Lagrange
- Johann Heinrich Lambert, Duits-Zwitsers wetenschapper – wet van Lambert-Beer, lambert (eenheid)
- Ferruccio Lamborghini, Italiaans ondernemer – Lamborghini
- Vincenzo Lancia, Italiaans ondernemer – Lancia
- Edwin Landseer, Brits schilder en beeldhouwer – de hondensoort Landseer ECT
- Paul Langerhans, Duits patholoog – eilandjes van Langerhans, langerhanscellen
- Laurentius van Rome, heilige – Saint Lawrence (rivier) (zijn naam in het Engels)
- Ernest Lawrence, Amerikaans fysicus – lawrencium
- Lazarus, met zweren geplaagde bedelaar uit het evangelie van Lucas – lazarus (dronken), lazaret (veldhospitaal) en lazarij (middeleeuws tehuis voor leprozen), Station Paris Saint-Lazare (een spoorwegstation in Parijs)
- Henri Lebesgue, Frans wiskundige – lebesgue-integraal, lebesgue-maat, dichtheidsstelling van Lebesgue
- Georg Ledderhose, Duits arts – ziekte van Ledderhose
- Bruce Lee, Chinees-Amerikaans acteur – bruceploitation
- Adrien-Marie Legendre, Frans wiskundige – legendre-polynoom, vermoeden van Legendre, legendretransformatie, legendre-symbool
- Cornelis Lely, Nederlands ingenieur en politicus – Lelystad
- Vladimir Lenin, Russisch revolutionair, – leninisme
- Leporello, de knecht van Don Giovanni, – leporellodrukwerk
- Libertas (god), Romeinse mythologische figuur – het Franse woord liberté, het Engelse liberty, het Spaanse libertad en het Italiaanse libertà (vrijheid)
- Alice Liddell, Brits meisje dat de inspiratiebron voor de roman Alice in Wonderland vormde. – Alice-in-wonderlandsyndroom
- Piet Lieftinck, Nederlands politicus – het tientje van Lieftinck
- Jules Antoine Lissajous, Frans wiskundige – lissajousfiguur
- Lotharius I, Italiaans koning – Lotharingen
- Lotharius II, Italiaans koning – Lotharius-kruis
- Lodewijk IX, Frans koning en heilige – de Amerikaanse stad Saint Louis (zijn naam in het Engels en het Frans)
- Lodewijk XIV, Frans koning – Louisiana
- Lodewijk XV, Frans koning – Port Louis
- Lolita, Russisch romanfiguur – lolitacomplex, lolita (subcultuur), lolikon
- Hendrik Lorentz, Nederlands wetenschapper – lorentzkracht, lorentztransformatie
- H.P. Lovecraft, Amerikaans schrijver – lovecraftiaans
- Luna (godin), Romeins mythologisch figuur – Het Franse woord lune en het Latijnse, Griekse, Italiaanse, Spaanse en Russische woord luna (maan)
- Maarten Luther, Duits kerkhervormer – lutheranisme, Lutherbijbel
- William Lynch, Amerikaans legerkapitein – lynchen, zonder berechting doden van een misdadiger of verdachte door een volksmassa

## M
- Otto von Guericke, alias Graaf van Maagdenburg, Duits natuurkundige – Maagdenburger halve bollen
- John L. MacAdam, Schots ingenieur, uitvinder van de macadamwegen
- Ernst Mach – Oostenrijks natuurkundige en filosoof, machgetal
- Niccolò Machiavelli, Italiaans filosoof en politicoloog – machiavellisme
- Charles Macintosh, Schots uitvinder van het waterdichte textiel – mackintosh of mac: regenjas
- Alexander Mackenzie, Schots ontdekkingsreiziger – Mackenzie (rivier)
- Colin Maclaurin, Schots wiskundige – Maclaurin-reeks, trisectrix van Maclaurin
- James Madison, Amerikaans president – Madison (Wisconsin)
- George Maduro, Curaçaose verzetsstrijder – Madurodam
- Gaius Maecenas, Romeins politicus – mecenas
- Ferdinand Magellaan, Portugees ontdekkingsreiziger – Straat Magellaan, Grote Magelhaense Wolk, Kleine Magelhaense Wolk
- Julius Maggi, Zwitsers ondernemer in de voedingsindustrie – Maggi, soeparoma
- Pierre Magnol, Frans botanicus – Magnolia
- Heinrich Gustav Magnus, Duits natuurkundige en chemicus – magnuseffect
- Marcello Malpighi, Italiaans anatoom – buis van Malpighi, lichaampje van Malpighi
- Benoît Mandelbrot, Frans wiskundige – mandelbrotverzameling
- Mani (profeet), Parthisch profeet – manicheïsme
- Máni, Noorse godheid – maandag
- François Mansart, Frans architect – mansardedak
- Guglielmo Marconi, Italiaans uitvinder – marconist, Marconi Award, Marconi Stallions
- Antoine Marfan, Frans arts – syndroom van Marfan
- Koningin Henriëtta Maria, echtgenote van Britse koning Karel I – Maryland
- Maria Anna van Oostenrijk (1634-1696), Oostenrijks aartshertogin- Marianen, Marianentrog
- Marianus, Italiaans heilige – San Marino
- Mars (mythologie), Romeins mythologisch figuur – maart, planeet Mars
- George C. Marshall, Amerikaans generaal – Marshallplan
- Karl Marx, Duits filosoof, econoom en schrijver – marxisme
- Leopold von Sacher-Masoch, Oostenrijks schrijver – masochisme
- Matteüs (apostel), apostel van Jezus Christus – mattheuseffect
- Koningin Maud van Noorwegen, echtgenote van koning Haakon VII – Koningin Maudland, Koningin Maudgolf
- Maurits van Oranje, Nederlands prins – Mauritius
- Maussollos, Perzisch koning – mausoleum
- James Clerk Maxwell, Schots fysicus – wetten van Maxwell
- Medusa (mythologie), Grieks mythologisch figuur – Het woord kwal in het Frans (méduse), Russisch (medusa) en Italiaans (medusa). Ook het Franse werkwoord méduser (heftig schrikken), de botanische geslachten Medusandraceae en Medusagynaceae, de dinosaurussoort Medusaceratops en het piercingtype medusa  zijn hiervan afgeleid.
- Lise Meitner, Oostenrijks-Zweeds natuurkundige – meitnerium
- Nellie Melba, Australisch operazangeres – pêche melba, melbatoast
- William Lamb, alias Lord Melbourne, Brits politicus – Melbourne
- Ad Melkert, Nederlands politicus – melkertbaan
- Dmitri Mendelejev, Russisch fysicus – Tabel van Mendelejev, mendelevium
- Prosper Menière, Frans arts – ziekte van Menière
- Menno Simons, Nederlands (Fries) reformator – Menist, Mennoniet (Doopsgezinde)
- Mentor, Grieks mythologische figuur – mentor
- Giuseppe Mercalli, Italiaans geoloog – schaal van Mercalli
- Mercator, Vlaams cartograaf – mercatorprojectie
- Mercedes, dochter van Oostenrijks-Hongaarse consul Emil Jellinek – Mercedes-Benz
- Michaël, aartsengel – Archangelsk, Le Mont-Saint-Michel, naam in het Frans, St Michael's Mount, naam in het Engels, Orde van Sint-Michaël en Sint-Joris
- Jacques Mieses, Duits schaakgrootmeester- Miesesgambiet of Mieses-Kotrocgambiet
- Hermann Minkowski, Pools-Duits wiskundige – minkowski-ruimte, minkowski-diagram, minkowski-som
- Minthe of Menthe, Grieks mythologisch figuur – plantengeslacht munt (Mentha)
- Mithridates VI van Pontus, koning – mithridatisme, immuniteit verkrijgen via zelfvergiftiging, Mithridatische oorlogen
- Mohammed, stichter van de islam – mohammedaans
- Andrija Mohorovičić, Kroatisch meteoroloog – mohorovičić-discontinuïteit
- Jean-Baptiste Poquelin Molière, Frans toneelschrijver – molière, lage schoen
- Jacob Antonius Moll, Nederlands arts – klieren van Moll
- Vjatsjeslav Molotov, Russisch politicus – molotovcocktail
- James Monroe, Amerikaans president – Monroedoctrine, Monrovia
- Maria Montessori, Italiaans pedagoge – montessorischool
- Montanus, christelijk theoloog – montanisme
- Monty Python, Brits komisch gezelschap, Pythonesk
- Robert Moog, Brits uitvinder – Moog-synthesizer
- William Fetherstone Montgomery, Iers arts – klieren van Montgomery
- Jean Moreau de Séchelles, Frans politicus – Seychellen
- Morgan,  Heks uit de Arthurverhalen – fata morgana, luchtspiegeling
- Ernst Moro, Oostenrijks arts – moro-reflex
- Morpheus, Grieks mythologisch figuur – morfine
- Samuel Morse, Amerikaans uitvinder – morse
- August Ferdinand Möbius, Duits wiskundige en astronoom – möbiusband, möbius-transformatie, gelijkheid van Chasles-Möbius
- Paul Julius Möbius, Duits neuroloog – syndroom van Möbius
- Rudolf Mössbauer, Duits natuurkundige – mössbauereffect
- Wolfgang Amadeus Mozart, Oostenrijks componist – Mozartkugel
- Karl Friedrich Hieronymus von Münchhausen, Duits edelman – syndroom van Münchhausen
- Edward A. Murphy, Amerikaanse ruimtevaartingenieur – wet van Murphy
- Muzen, Grieks mythologische figuren – een muze, mouseion
- Mytyl en Tyltyl zijn twee kinderen uit het toneelstuk De blauwe vogel van Maurice Maeterlinck – mytylschool

## N
- Félix Nadar, Frans fotograaf en journalist – het Belgische woord "nadar" voor dranghek
- Fridtjof Nansen, Noors politicus – nansenpaspoort
- Narcissus, Grieks mythologisch figuur – de narcis, narcisme
- John Forbes Nash Jr., Amerikaans wiskundige en econoom – nash-evenwicht
- Joachim Neander, Duits dichter – Het Neanderthal en later dus ook de prehistorische menssoort neanderthaler werden naar hem genoemd.
- Horatio Nelson, Brits admiraal – Nelsongreep, dubbele Nelson: grepen bij het worstelen; de stad Nelson in Nieuw-Zeeland
- Nemesis, Grieks mythologisch figuur – een "nemesis" (rivaal)
- Neptunus, Grieks mythologisch figuur – neptunium, neptunisme, Neptunusplan
- Walther Nernst, Duits chemicus – nernst-effect, nernstlamp, wet van Nernst
- Nero (keizer), Romeins keizer – nero-bevel
- Nestor, Grieks mythologische figuur – nestor, oudste en eerbiedwaardigste persoon in een groep
- Isaac Newton, Brits fysicus – wetten van Newton, newton (eenheid), binomium van Newton, Newton-Raphsonmethode, formule van Newton-Cotes, newtonringen, newtonschijf, newton-telescoop, newtons fluïdum, newtonpendel
- Nicolaas van Myra, heilige – sinterklaasfeest
- Jean Nicot, Frans taalkundige en diplomaat – nicotine
- Nieuwsgierig Aagje (van Enkhuizen) – hoofdfiguur uit klucht van Abraham Bormeester
- Aaron Nimzowitsch, Lets schaker – de schaakopening Nimzo-Indisch, het nimzowitschgambiet
- Alfred Nobel, Zweeds uitvinder en pacifist – Nobelprijs, nobelium

## O
- Oceanus, Grieks mythologisch figuur – oceaan
- Willem van Ockham, Engels monnik en filosoof – Ockhams scheermes
- Odysseus, Grieks mythologisch figuur – odyssee
- Oedipus, Grieks mythologisch figuur – oedipuscomplex
- Georg Ohm, Duits wis- en natuurkundige – ohm, wet van Ohm
- Onan, Bijbels figuur – onaneren
- Jan Hendrik Oort, Nederlands astronoom – Oortwolk
- Adam Opel, Duits ondernemer – Opel
- Orpheus, Grieks mythologisch figuur – orphisme (godsdienst), orphisme (schilderkunst), Orpheus in de dessa, orfeo (geslacht), orpheusgrasmus, orpheusspotvogel, orpheuspurperspreeuw, orpheusboszanger
- Hans Christian Ørsted, Deens fysicus – oersted
- George Orwell, Brits schrijver- orwelliaans (een dystopische samenleving zoals beschreven in zijn beroemdste boek 1984)
- Oscar Pierce, Amerikaanse graan- en fruitboer. In 1932 zei een lid van de Academyjury, Margaret Herrick dat het Academy Award-beeldje haar sprekend aan haar oom, Oscar, deed denken. De bijnaam bleef nadien met het beeldje geassocieerd.
- Osman I, Turks sultan – Het Ottomaanse Rijk
- Nicolaus Otto, Duits uitvinder – ottomotor, otto-proces

## P
- Pallieter, Vlaams/Belgisch literair figuur, bedacht door Felix Timmermans – Een pallieter is een levensgenieter.
- Pan, Grieks mythologisch figuur – panfluit, het woord paniek
- Peter Pan, Brits theaterpersonage – syndroom van Peter Pan
- Panacea, Grieks mythologisch figuur – panacee
- Pandora, Grieks mythologisch figuur – doos van Pandora
- Antonín Panenka, Tsjechisch voetballer – panenka-strafschop
- Pantalone, een Italiaans theaterpersonage uit de commedia dell'arte – de pantalon en de afleiding daarvan de panty
- Paparazzo, opdringerige fotograaf in Federico Fellini's film La dolce vita (1960) – paparazzi
- Vilfredo Pareto, Italiaans wetenschapper – het Pareto-principe
- James Parkinson, Brits arts – ziekte van Parkinson
- Blaise Pascal, Frans filosoof en wiskundige – een SI-eenheid, de pascal, de programmeertaal Pascal
- Louis Pasteur, Frans wetenschapper – pasteuriseren
- Paulus, apostel van Jezus Christus – Paulusfeesten, van São Paulo, zijn naam in het Portugees: stad en staat in Brazilië, van zijn naam in het Engels en het Frans: Saint Paul in de Verenigde Staten
- Ivan Pavlov, Russisch wetenschapper – pavlov-effect
- Giuseppe Peano, Italiaans wiskundige – Peano-kromme, axioma's van Peano
- William Penn, Brits kolonist – Pennsylvania
- Roger Penrose, Brits wiskundige – Penrose-trap, Penrose-driehoek, Penrose-betegeling, Penrose-diagram
- Julius Richard Petri – Duits bacterioloog – petrischaal
- Petrus, apostel van Jezus Christus en eerste paus – Petrusambt, een ander woord voor het pausdom, Petrusburcht, Petruskruis, Priesterbroederschap van Sint-Pieter, van zijn naam in het Frans: het eiland Saint-Pierre, Sint-Petersburg
- Armand Peugeot, Frans ondernemer – Peugeot
- François Gigot de la Peyronie, Frans arts – ziekte van Peyronie
- Pinokkio, Italiaans romanfiguur – Pinokkio-illusie
- William Pitt, Brits politicus – Pittsburgh
- Max Planck, Duits fysicus – constante van Planck, planckdeeltje, Planck-eenheden, plancklengte, planckmassa, plancktemperatuur
- Joseph Plateau, Belgisch wiskundige – Joseph Plateauprijs, Plateaucurve,  probleem van Plateau
- Plato, Grieks filosoof – regelmatig veelvlak, ook platonisch lichaam, platonische liefde, platonisme
- Fritz Plato, Duits chemicus – plato-schaal
- César de Choiseul du Plessis-Praslin, Frans edelman – praline
- Pluto, Grieks mythologich figuur – plutonisme, plutonium
- Charles Ponzi, Italiaans oplichter – Ponzifraude
- Domenico Ponziani, Italiaans schaakgrootmeester – Ponzianiopening
- Ferdinand Porsche, Duits ondernemer – Porsche
- Grigori Potjomkin, Russisch militair en politicus – Potjomkindorp, Potkomkingevel
- Eugène Poubelle, Frans diplomaat – poubelle, Frans voor prullenbak
- Pierre Poujade, Frans politicus – poujadisme
- Andrea Prader, Zwitsers arts – syndroom van Prader-Willi
- Elvis Presley, Amerikaans rock-'n-rollzanger – Elviskuif
- Andries Pretorius, leider van de Voortrekkers in Zuid-Afrika – Pretoria
- Priapus, Grieks mythologisch figuur – priapisme
- Procrustes, Grieks mythologisch figuur – Procrustes-analyse, procrustesbed
- Proteus, Grieks mythologisch figuur – Proteus (bacterie), proteus (dichtvorm), proteus-syndroom
- Louis Joseph Proust, Frans chemicus – proustiet, wet van Proust
- Marcel Proust, Frans schrijver – vragenlijst van Proust
- Nikolaj Przjevalski, Russisch militair en bioloog – przewalskipaard
- Joseph Pulitzer, Oostenrijks-Hongaars-Amerikaans uitvinder – Pulitzerprijs
- Jan Evangelista Purkyně, Tsjechisch anatoom en fysioloog – purkinjecel, purkinje-effect
- Pyrrhus van Epirus, Grieks generaal en politicus – pyrrusoverwinning
- Pythagoras, Grieks wiskundige – pythagorisme, pythagoreïsch komma, pythagorees drietal, stelling van Pythagoras, stemming van Pythagoras

## Q
- Vidkun Quisling, Noors politicus, een "quisling" (synoniem voor collaborateur)

## R
- Rapunzel, Duits sprookjesfiguur – Rapunzel (geslacht), Rapunzelklokje
- John William Strutt, derde baron van Rayleigh, Brits fysicus en wiskundige – Rayleighverstrooiing, Rayleighgolf, Rayleighafstand, Quotiënt van Rayleigh
- Ronald Reagan, Amerikaans acteur en president – Reagandoctrine, Reaganomics
- Repelsteeltje, Duits sprookjesfiguur – Repelsteeltje-effect
- Louis Renault, Frans ondernemer – Renault
- Osborne Reynolds, Brits natuurkundige – reynoldsgetal
- Rhea, Grieks mythologisch figuur – Rhea (geslacht)
- Cecil Rhodes, Brits ondernemer en koloniaal – Rhodesië, tegenwoordig Zimbabwe
- Charles Richter, Amerikaans fysicus – Schaal van Richter
- Bernhard Riemann, Duits wiskundige – Riemann-meetkunde, Riemannintegratie, Riemann-sfeer, Riemann-variëteit, Riemann-zèta-functie, Afbeeldingstelling van Riemann, Krommingstensor van Riemann, Riemann-oppervlak, Stelling van Riemann-Roch, Cauchy-Riemann-differentiaalvergelijkingen, Riemann-hypothese, Formule van Riemann-Hurwitz, Stelling van Hirzebruch-Riemann-Roch,  Riemann-Stieltjes-integraal
- Charles Philippe Robin, Frans arts – Ruimten van Virchow-Robin
- Gustav Roch, Duits wiskundige – Stelling van Riemann-Roch
- John D. Rockefeller jr.,  Amerikaans zakenman en filantroop – Rockefeller Center
- Roland (ridder), Frans ridder – Een razende roeland, woeste man
- Charles Rolls, Brits ondernemer – Rolls-Royce
- Romeo, Brits toneelstukpersonage – iemands romeo, synoniem voor geliefde
- Nicola Romeo, Italiaans ondernemer – Alfa Romeo
- Romulus, Romeins mythologisch figuur – Rome
- Wilhelm Röntgen, Duits fysicus – röntgenstraling, röntgenium, een chemisch element
- Theodore Roosevelt, Amerikaans president – teddybeer
- Hermann Rorschach, Zwitsers psychiater – Rorschachtest
- James Clark Ross, Brits ontdekkingsreiziger – Rosszee, Rossijsplateau
- Henry Royce, Brits ondernemer – Rolls-Royce
- Rupert van Salzburg, Oostenrijks bisschop – Orde van de Heilige Rupert, Rupertkruis
- Paolo Ruffini, Italiaans wiskundige – stelling van Abel-Ruffini
- Willem Ruis, Nederlands televisiepresentator – Willem Ruisprobleem
- Bertrand Russell, Brits filosoof, historicus, logicus en wiskundige – Russellparadox, Russells theepot
- Henry Norris Russell, Amerikaans astronoom – Hertzsprung-Russelldiagram

## S
- Sabellius, christelijk theoloog – sabellianisme
- Franz Sacher, Oostenrijks confectioneur – Sachertorte
- Markies de Sade, Frans schrijver – sadisme
- Claude Henri de Saint-Simon, Frans filosoof – saint-simonisme
- Ulrich Salchow, Zweeds kunstrijder – salchow
- Jan Salie, Nederlands romanfiguur – jansaliegeest (iemand zonder fut of energie)
- Daniel Elmer Salmon, Amerikaans patholoog – salmonella
- Salomo, Israëlisch koning – Salomonszegel, Salomonseilanden, Salomonsoordeel
- Friedrich Sander, Duits psycholoog (1889-1971), Sander-illusie of Sanders parallellogram, een optische illusie
- John Montagu, 4e graaf van Sandwich, Brits edelman – sandwich (NB: dit is ook te zien als een toponiem, genoemd naar de plaats Sandwich)
- Rick Santorum, Amerikaans politicus – Spreading Santorum
- Edward Sapir, Amerikaans antropoloog – Sapir-Whorfhypothese
- Satan, Bijbels figuur – satanisme, satansboleet, satanskinderen, satansbijbel, satanskerk, satansaap
- De satyren of saters, Grieks mythologische figuren – satire
- Adolphe Sax, Belgisch instrumentenbouwer – saxofoon
- Sigurd Savonius, Fins uitvinder, architect – Savonius-windturbine
- Paul Scherrer, Zwitsers natuurkundige – Debye-Scherrermethode, Debye-Scherrercamera
- Friedrich Schiller, Duits dichter (1759-1805) – schillerhemd, schillerkraag
- Norbert Schmelzer, Nederlands politicus – Nacht van Schmelzer
- Johann Schrammel, Oostenrijks musicus en componist – Schrammelmusik
- Erwin Schrödinger, Oostenrijks natuurkundige – schrödingervergelijking, Schrödingers kat
- Glenn Seaborg, Amerikaans chemicus – seaborgium
- William Shakespeare, Brits toneelschrijver – shakespeareaans
- Henry Shrapnel, Brits militair en uitvinder – de shrapnel
- Shiva, hindoeïstische godheid – shaivisme
- Shylock, Brits toneelpersonage, uit Shakespeares The Merchant of Venice – Een shylock wordt in het Engels weleens gebruikt om een woekeraar te omschrijven.
- Werner von Siemens, Duits ondernemer – Siemens (conglomeraat), siemens (eenheid), Siemensstadt (een stadsdeel van Berlijn)
- Rolf Sievert, Zweeds fysicus – sievertkamer, sievertintegraal, de eenheid sievert
- Etienne de Silhouette, Frans kunstenaar – silhouet
- Simon de tovenaar, Bijbels figuur – simonie
- Sisyphos, Grieks mythologisch figuur – sisyfusarbeid
- Henrik Sjögren, Zweeds arts – syndroom van Sjögren
- Alexander Skene, Schots arts – klieren van Skene
- Herman Snellen, Nederlands oogarts en hoogleraar – snellenkaart
- Willebrord Snel Van Royen, alias Snellius, Nederlands wiskundige en astronoom – wet van Snellius, probleem van Snellius
- Socrates, Grieks filosoof – Socratische dialoog, Socratische methode, Socratische brieven, Socratisch coachen
- Sól, Noorse godheid – zondag
- John Sousa, Amerikaans componist – sousafoon
- Thomas Spencer, Brits ondernemer – Marks & Spencer
- William Archibald Spooner, Brits onderwijzer – spoonerisme
- Jozef Stalin, voormalig leider van de Sovjet-Unie – stalinisme, stalinorgel
- Jan Steen, Nederlands schilder – een huishouden van Jan Steen (een rommelig huishouden)
- Charles Stent, Engelse tandarts, negentiende eeuw – een stent plaatsen (in een hol orgaan)
- Stentor, Grieks mythologisch figuur – een stentorstem (luide stem)
- Thomas Joannes Stieltjes Jr, Nederlands wiskundige – Stieltjesintegraal
- Thomas Joannes Stieltjes Sr, Nederlands waterstaatkundig ingenieur – Stieltjeskanaal (kanaal), Stieltjeskanaal (plaats)
- Antonio Stradivari, Italiaans instrumentenbouwer – Stradivariusviool
- The Svedberg, Zweeds fysicus – Svedberg-eenheid
- Swiebertje, Nederlands tv-personage – het swiebertje-effect, vereenzelvigd worden met een rol
- Thomas Townshend, alias Lord Sydney, Brits politicus – Sydney
- Syrinx, Grieks mythologisch figuur – de syrinx (zangorgaan bij zangvogels)

## T
- Tandem, Engels stalmeester – tandem, rijtuig op twee wielen, met paarden achter elkaar, ook een rijwiel voor twee personen achter elkaar
- Tantalus, Grieks-Romeins mythologisch figuur – tantaluskwelling, tantaliseren
- Abel Tasman, Nederlands ontdekkingsreiziger – Tasmanië, Tasmaanse duivel
- Shirley Temple, Amerikaans actrice – Shirley Temple (cocktail)
- Terminus, Grieks mythologisch figuur – terminaal, terminus, termijn
- Nikola Tesla, Servisch uitvinder en fysicus – tesla (eenheid), teslabol, teslatransformator, Tesla's ei van Columbus
- Thanatos, Grieks mythologisch figuur – euthanasie, thanatopraxie, thanatofobie
- Margaret Thatcher, Brits premier – thatcherisme, thatcher-illusie
- Léon Theremin, Russisch uitvinder – theremin
- Johannes Thiele, Duits chemicus – buis van Thiele
- Thomas van Aquino – Italiaans filosoof – thomisme
- John T. Thompson, Amerikaans uitvinder – thompsonpistoolmitrailleur of tommygun
- Joseph Thomson, Brits wetenschapper – thomsongazelle
- Thor/Donar, Noorse godheid – donderdag
- De Titanen, Grieks mythologische figuren – titaan, titanenarbeid, titanenstrijd
- James Tobin, Amerikaans econoom – Tobintaks
- Tomas, een van Jezus' apostelen – Een ongelovige thomas, het eiland en de stad van São Tomé (zijn naam in het Portugees)
- Evangelista Torricelli, Italiaans wiskundige – punt van Torricelli, proef van Torricelli, de eenheid torr
- Georges Gilles de la Tourette, Frans neuroloog – syndroom van Gilles de la Tourette
- Kiichiro Toyoda, Japans ondernemer – Toyota
- Karel Traxler, Tsjechisch schaker – Traxlertegengambiet
- Leonid Trotski, Russisch politicus – trotskisme
- Harry S. Truman, Amerikaans president – Trumandoctrine
- Pafnoeti Tsjebysjev, Russisch wiskundige – Chebyshev-polynoom
- William Turner, Brits schilder – Turner Prize
- Annemie Turtelboom, Belgisch politicus – Turteltaks Vlaamse Heffing Elektriciteitsafname
- John Tyndall, Brits fysicus – tyndall-effect
- Týr, Noorse godheid – dinsdag (na een klankverschuiving van de letter "t" door de "d")

## U
- Uncle Tom, Amerikaans literair personage – een Uncle Tom, een Uncle Tom-figuur

## V
- Valentijn, christelijk martelaar in het Romeinse Rijk – Valentijnsdag
- James Van Allen, Amerikaans astronoom – Van Allengordels
- Rip van Winkle, Amerikaans romanfiguur – de term Rip van Winkle wordt in de Engelstalige wereld weleens gebruikt om een slaapkop te omschrijven.
- George Vancouver, Brits ontdekkingsreiziger – Vancouver (Canada), Vancouver (Verenigde Staten), Vancouvereiland
- Harry Vardon, Engels golfer – Vardongrip
- Venus, Romeinse godin – venusheuvel, venusvliegenvanger, Venus (planeet), venussymbool, venereologie, venerische ziekte
- Jules Verne, Frans schrijver – verneshot, een Engelse term voor een hypothetische vulkaanuitbarsting die door een opeenhoping van gas onder in een kraton veroorzaakt wordt.
- Vespasianus, Romeins keizer- vespasienne (openbaar urinoir)
- Amerigo Vespucci, Spaans ontdekkingsreiziger – Amerika
- Vesta, Romeins mythologisch figuur – Vestalia, Vestaalse maagden
- Victoria, Romeins mythologisch figuur – victorie
- Victoria van het Verenigd Koninkrijk, Brits koningin – victoriaans, Victoria (Australië), Victoria (Brits-Columbia), Victoria (Seychellen), Victoria-eiland, Victoriameer, Victoriawatervallen, Grote Victoriawoestijn, Regina (Canada), Queensland, Victoria Cross, Victoria Tower (een toren van het Palace of Westminster), Victoria and Albert Museum, Victoria Station (een spoorwegstation in Londen)
- Rudolf Virchow, Duits arts – Virchow's triade, lymfeklier van Virchow, Virchow-Robin ruimten.
- Vishnoe, hindoëistische godheid – vaishnavisme
- Vitruvius, Romeins architect – vitruviaanse man
- Ella Vogelaar, Nederlandse minister – de 40 wijken van Vogelaar, de Vogelaarwijken
- Richard von Volkmann, Duits arts – contractuur van Volkmann
- Alessandro Volta, Italiaans natuurkundige – volt, zuil van Volta
- Voltaire, Frans schrijver – voltaire (fauteuil met hoge rugleuning waaraan zijstukken aangebracht zijn)
- Georgy Voronoi, Oekraïens-Russisch wiskundige – voronoi-diagram
- Vrijdag, Brits romanpersonage – de Engelse term man Friday (een trouwe dienaar of slaaf).
- Vulcanus, Romeins mythologisch figuur – vulkaan

## W
- Johannes Diderik van der Waals, Nederlands fysicus en wiskundige – vergelijking van Van der Waals, vanderwaalskrachten, vanderwaalsstraal
- Petrus Johannes Waardenburg, Nederlands arts – syndroom van Waardenburg
- Richard Wagner, Duits componist – wagneriaans, wagneriaanse rock, wagnertuba
- Petrus Waldo, Frans evangelist – Waldenzen
- Sam Walton, Amerikaans ondernemer – Wal-Mart
- Felix Wankel, Duits ondernemer – wankelmotor
- George Washington, Amerikaans president – Washington D.C., Washington (staat)
- James Watt, Schots uitvinder – watt
- Wilhelm Eduard Weber, Duits fysicus – weber
- Johann Carl Weck , Duits fabrikant van inmaakglas – wecken
- James Weddell, Brits ontdekkingsreiziger – Weddellzee, Weddellzeehond
- Adolf Weil, Duits arts – ziekte van Weil
- Arthur Wellesley, hertog van Wellington – Brits generaal en politicus – Beef Wellington, Wellington boot, Wellington (hoofdstad van Nieuw-Zeeland)
- George Hoyt Whipple, Amerikaans arts – ziekte van Whipple
- Benjamin Lee Whorf, Amerikaans antropoloog – Sapir-Whorfhypothese
- Hans-Rudolf Wiedemann, Duits arts – syndroom van Beckwith-Wiedemann
- Wilhelm Wien, Duits fysicus – verschuivingswet van Wien, stralingswet van Wien
- Eugene Wigner, Hongaars wiskundige – wignerdistributie
- James Hardy Wilkinson, Brits wiskundige – wilkinson-polynoom
- Heinrich Willi, Zwitsers arts – syndroom van Prader-Willi
- Oliver Winchester, Amerikaans uitvinder – winchestergeweer
- John Wilson, Engels wiskundige – stelling van Wilson
- Jacob de Wit, schilder van o.a. grisailles, "trompes l'oeil" – witjes
- Wodan, Germaanse god – woensdag en de Britse plaatsjes Wednesbury en Wednesfield
- Caspar Friedrich Wolff, Duits fysioloog – lichaam van Wolff
- Ferdinand von Wrangel, Duits ontdekkingsreiziger – Wrangel-eiland
- Emanuel Wybert, Zwitsers arts – wybertje, ruitvormig dropje, inmiddels bij uitbreiding: een ruitvormig object

## X
- Xanthippe, vrouw van de Griekse filosoof Socrates – een xantippe (een lastige, humeurige vrouw)

## Z
- Gerrit Zalm, Nederlands econoom, politicus en ondernemer – zalmsnip, zalmnorm
- Frank Zamboni, Italiaans-Amerikaans uitvinder – de ijsdweilmachine zamboni
- Emiliano Zapata, Mexicaans rebel – zapatista
- Frank Zappa, Amerikaans rockzanger en componist – zappaesk
- Mao Zedong, Chinees staatshoofd – maoïsme
- Pieter Zeeman, Nederlands wetenschapper – het zeemaneffect
- Eduard Zeis, Duits arts – klieren van Zeis
- Zeno van Elea, Grieks filosoof – paradox van Zeno
- Zephyros, Grieks mythologisch figuur – zefier
- Graaf Ferdinand von Zeppelin, Duits generaal en uitvinder – zeppelin
- Zoroaster, Perzisch profeet – zoroastrisme
- Andrej Zjdanov, Russisch politicus – Zjdanovdoctrine
- Huldrych Zwingli, Zwitsers kerkhervormer – zwingliaan